# 赵继昌 (1912年)
赵继昌（1912年10月13日—1990年12月9日），山西五台人，中国政治人物。曾任中华人民共和国科学技术委员会副主任、经济日报社顾问等职务。

## 生平
1912年10月13日（农历九月初四）出生于山西省五台县槐荫村西堡，家族世代经商。4岁时迁居东冶镇南街沙坡巷。初中就读于川至中学，后赴京考入北平市立第四中学高中部。1931年九一八事变后，积极参加学生抗日爱国游行活动。1932年和1933年两次暑假返乡，与在平津读书的同学赵仲池、赵守封秘密组织“六月公社”，从事反帝、反封建革命活动。1934年高中毕业后，考入国立清华大学经济系，1935年参加一二·九、一二·一六抗日救亡运动。
1937年七七事变后返回山西，1938年4月任第二战区民族革命战争战地总动员委员会（战动总会）宣传干事、民族革命通讯社晋西北分社社长。1939年6月战动总会撤销后，赴晋察冀边区工作。初任阜平县政府教育科长。1940年3月调任平山县县长。1942年加入中国共产党，调任晋察冀五专署秘书主任兼教育科长。1943年初，调任晋察冀边区政府秘书主任，后又任华北联合大学教育学院代理院长、副院长。1945年底，随军进入张家口，任兴华实业公司秘书长，协助管理张家口地区轻重工业。1946年秋撤离张家口后，派至苏军管制的大连市，任华北贸易总公司大连办事处主任，负责采购军用物资。1949年初平津战役结束后，任华北外贸总公司秦皇岛分局局长兼华北对外贸易公司秦皇岛分公司经理。
1949年10月中华人民共和国成立后，历任中央人民政府贸易部中国进口总公司副经理，对外贸易部成套设备局副局长兼中国技术进出口总公司副经理，政务院财政经济委员会外贸组组长，对外贸易部办公厅副主任兼部长办公室主任等职。1957年2月，任中华人民共和国驻德意志民主共和国大使馆商务参赞。1961年回国后，任对外贸易部一局、二局局长。1964年6月，任中华人民共和国科学技术委员会（国家科委）委员。1965年9月，升任国家科委副主任，主管对外技术合作、技术引进，兼管国务院各部的科技外事工作。1966年5月底，作为中国科学技术代表团团长，赴蒙古乌兰巴托参加中蒙科学技术合作执行机构第四届会议，并签订中蒙科技合作协定执行机构议定书。
1966年底，赵继昌作为“走资派”被打倒，受到批斗，在五七干校劳动。文化大革命期间，国家科委撤销，其职能合并至中国科学院。赵继昌在文化大革命后期负责科学院系统基本建设工作。1978年12月中共十一届三中全会后，在中央党校第三期学习，并调至国务院财经领导小组，负责《财经战线》工作。1981年改名为《中国财贸报》，1984年改名为《经济日报》。赵继昌在1986年离休前一直担任顾问职务。1990年12月9日在北京逝世，终年78岁。

## 家庭
- 妻子：刘冰梅（1916年2月28日－1985年3月25日），曾任中华人民共和国驻德意志民主共和国大使馆商务参赞处秘书兼科技组长。
- 子女：
  - 赵裕民（1940年－）
  - 赵莹光
  - 赵漪明